# Orosz–japán háború
Az orosz–japán háború (1904–1905) Oroszország és Japán háborúja volt a 20. század elején, elsődleges tétje pedig az, hogy a két nagyhatalom közül melyikük lesz a Távol-Kelet (elsősorban Kína és Korea) gyarmatosítója. Japán célja a gyarmatszerzésen túl a terjeszkedő Oroszország kiszorítása volt az ázsiai területekről, Oroszországé pedig minél több keleti gyarmat megszerzése volt. A nyugati nagyhatalmak többsége (legalábbis a média) Japán pártján állt, kivéve Németországot (II. Vilmos német császár attól tartott, hogy a háború az Európára törő „sárga veszedelem” előjátéka).
A főbb csaták Port Arthur kikötő-erődítményénél, a Liaotung-félszigeten és a Port Arthurtól Harbin városáig húzódó vasútvonal mentén zajlottak. A háborút általában a japánok katonai felsőbbsége jellemezte és az ő győzelmükkel zárult is.

## Előzmények
A 19. század végére a nyugati nagyhatalmak erős vetélkedése vált jellemzővé Kelet-Ázsiában. A kérdés az volt, melyikük tud nagyobb befolyást – ezáltal területeket, piacot – szerezni. A század végére a térséghez legközelebbi nagyhatalom, Oroszország megvetette lábát a Mongóliától keletre fekvő területeken.

### Az orosz helyzet
A balkáni terjeszkedés kudarca →Lásd:Orosz–oszmán háborúk: a III. Sándor orosz cár (1881-1894) vezette Oroszország az 1800-as évek végén a törökellenes harcoktól sújtott Balkán irányába kívánt terjeszkedni, hogy átvegye a haldokló Oszmán Birodalom helyét, ennek ideológiai alapja a balkáni szláv népek török uralom alóli felszabadításának és orosz hegemónia alatti irányításának gondolata volt (pánszlávizmus). A balkáni terjeszkedést azonban belső és külső okok miatt is sorozatos kudarcok kísérték, mivel a Német Császársággal szövetséges rivális, és az Osztrák-Magyar Monarchia is a Balkán irányába kívánt terjeszkedni, az összeütközés veszélyét jelentette a központi hatalmakkal.
Külpolitikai változások. Ezt kezdetben a nagyhatalmak kerülték, de Bismarck kancellár menesztése után (1890) mind a német, mind az orosz külpolitikában változások következtek be. Bismarck helyébe az agresszív külpolitikájáról elhírhedt II. Vilmos német császár került, a külügy élére pedig a bismarcki hagyományokkal szakító Leo von Caprivi kancellár, aki nem kívánt Oroszországgal a továbbiakban szövetségi viszonyt fenntartani. 1887-től kezdve hiteleik révén folyamatosan nőtt Oroszországban a franciák gazdasági befolyása. Így Oroszország 1891-ben szövetséget kötött Franciaországgal, amit 1892-ben katonai konvencióval egészítettek ki. A franciák alig várták, hogy revansot vehessenek a németeken az 1871-es megalázó vereségéért, s közben Oroszország és Németország összeütközése egyre inkább elkerülhetetlenné vált, ezzel párhuzamosan Oroszország terjeszkedése rövid időre Ázsia felé fordult. E szándékában épp a japánok által rámért vereség állította meg.

### A japán modernizáció és tervek
A japán modernizáció. A 19. század közepén Japán még a nyugati nagyhatalmak imperialista gyarmatosításának célpontja volt, de az 1868-as Meidzsi-restauráció következtében kilábalt a feudális széttagoltságból, és elindult a nyugathoz való felzárkózás útján. Az évszázadokon keresztül követett elzárkózás politikáját felváltotta a minél nagyobb nyitás politikája. Megindult az ország és a társadalom erőltetett modernizációja, japán fiatalok ezrei indultak külföldi tanulmányutakra, hogy elsajátítsák a legmodernebb technikai ismereteket, és azokat hasznosítsák a rohamléptekkel fejlesztett hazai iparban. Három évtized alatt Japán gyakorlatilag behozta a több évszázados nyugattal szembeni technikai, technológiai hátrányát, 70 éven belül pedig már mint nagyhatalom lépett a világpolitika színpadára, és Ázsia meghódítására tört. Hatalmasat változott az ország képe is: vasútvonalak hálózták be a tartományokat, modern kikötők épültek, csökkent az egyes országrészek elszigeteltsége, a feudális városok modern ipari városokká alakultak át. Az iparosítás következtében az amúgy is szegényes japán nyersanyagkészletek hamar kimerültek, így az országnak külföldi nyersanyagforrások után kellett néznie. Rövidtávon megoldást jelentett a nyersanyagok világpiaci importja, ám hosszú távon mindenképp gyarmatok szerzésére volt szükség.
A japán külpolitika. Korea nemcsak gyarmatot és nyersanyagot jelentett Japán számára, de az ország védelmének egyik kulcsát is. Az ország már évszázadokkal korábban törekedett befolyásra a térségben és vívott háborúkat a kínaiakkal és koreaiakkal. Fontossága viszont legjobban a 13. században mutatkozott meg, amikor Japánt innen érte támadás a mongol Jüan-dinasztia serege által. Japán kezdetben arra törekedett, hogy a Kínához tartozó Korea független állammá alakítását elősegítse, majd szövetkezzen vele, de ez Kína erős ellenállása miatt nem sikerült. Végül, több konfliktus lezárultával, kitört a kínai-japán háború (1894. augusztus 1. – 1895. április 17.), ami Japán győzelmével zárult; a felkelő nap országa erővel szerezte meg a Korea és Északkelet-Kína feletti uralmat, és elfoglalta Tajvant.

### Tárgyalások Kína és Korea felosztásáról

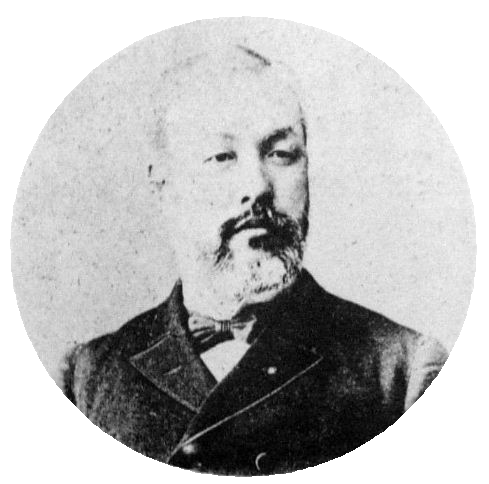
Hajasi Tadaszu

A világ nagyhatalmai számára (Oroszország, Németország, az USA és Nagy-Britannia) ebben az időben épp Kína (piacainak) felosztása jelentette a térségben a legfőbb problémát. A japánok kiváló diplomáciával ismertették el többségükkel gyarmatosítási igényeiket, az angolokkal például gr. Hajasi Tadaszu nagykövet találta meg sikeresen a hangot (egyben ő lett az első japán szabadkőműves is), és kötött szerződést 1902. január 30-án (ezt Japánban költőien „a Hold és a mocsári teknős nászának” nevezték): az addigi status quo mellett megkapták különleges érdekeik elismerését Koreában és Kínában (az angolok csak Kínában), s ha ezek érvényesítésében valamelyikük háborúba keveredne, egy ellenfél esetén a másik szerződő fél semleges marad és másokat távol tart a beavatkozástól, ha azonban többen lennének, fegyveres segítséget nyújt.
Az oroszok angol-amerikai nyomásra 1902 áprilisában aláírták azt az egyezményt, mely a „Mandzsúriát Koreáért” (japánul: Man-Kan kókan) elv megvalósítása lehetett volna. Eszerint katonailag kiürítették volna Mandzsúriát, és nem zavarták volna a japánok koreai „tanácsadói” tevékenységét, azok viszont elismerték volna a meglevő mandzsúriai bérleteket, sőt akár továbbiakat is. Az oroszok azonban az ez után jegyzékben átvett japán javaslatokat elemezve úgy találták, túl keveset nyernek Mandzsúriában, és túl sokat vesztenek Koreában. Az elkövetkező jegyzékváltások során a japánok Koreát kivéve mindenben hajlandók voltak engedményekre, de az orosz vezetés úgy ítélte meg, hogy a japánok kellően erélyes fellépés hatására még tovább is fognak hátrálni.

### Közvetlen előzmények
Minthogy Oroszország 1900-ban, a boxerlázadás során megszállta Mandzsúriát, és azt Japán felszólítására sem volt hajlandó kiüríteni, sőt befolyását Észak-Koreára is ki akarta terjeszteni, Japán megszakította a tárgyalásokat és hadüzenet nélkül megtámadta az orosz tengeri erőt.

## A hadi események
A Japán Birodalom 1904. február 8-án üzent hadat az oroszoknak, ám három órával azelőtt, hogy az Orosz Birodalom megkapta volna a hadüzenetet, a Császári Japán Haditengerészet megtámadta a Port Arthurban állomásozó csendes-óceáni orosz flottát. A megdöbbent II. Miklós cár nem akarta elhinni, hogy Japán hadüzenet nélkül támadott. Egyik minisztere arról biztosította, hogy Japán nem fog harcolni. Oroszország csak hat nap múlva üzent hadat Japánnak. A Montenegrói Fejedelemség is küldött hadüzenetet a japánoknak, ezzel fejezve ki morális támogatását Oroszországnak (cserébe azért, hogy az oroszok támogatták Montenegró erőfeszítéseit az Oszmán Birodalommal szemben). Logisztikai okok miatt azonban Montenegró saját csapatokat nem, mindössze néhány önkéntest küldött a Japán elleni harcra, akik orosz felszereltségben szolgáltak Mandzsúriában.

## Tengeri csata Port Arthurnál
Még a hadüzenetet megelőzőleg a japán hadihajók 1904. február 6-án a csemulpói kikötőben két kisebb orosz hadihajót elsüllyesztettek, majd február 9-én a Tógó admirális vezette japán flotta torpedótámadással Port Arthur külső kikötőjében három orosz hadihajót harcképtelenné tett. E kihívásra Oroszország még aznap hadat üzent Japánnak.
A további japán hadműveletek vezéreszméje abban állt, hogy amíg a Port Arthurban álló orosz flottát sakkban tartják, nem engedik kifutni a nyílt tengerre, addig a japán szárazföldi haderők Koreában, a Liaotung-félszigeten és Mandzsúria déli partjain partra szállnak.
Április 13-án Makarov tengernagy az orosz flottával kitört ugyan Port Arthurból, de hajóraját már a kikötő előtt vereség érte (s ő maga is odaveszett), ezt követően az orosz flotta tétlenül vesztegelt Port Arthur kikötőjében.

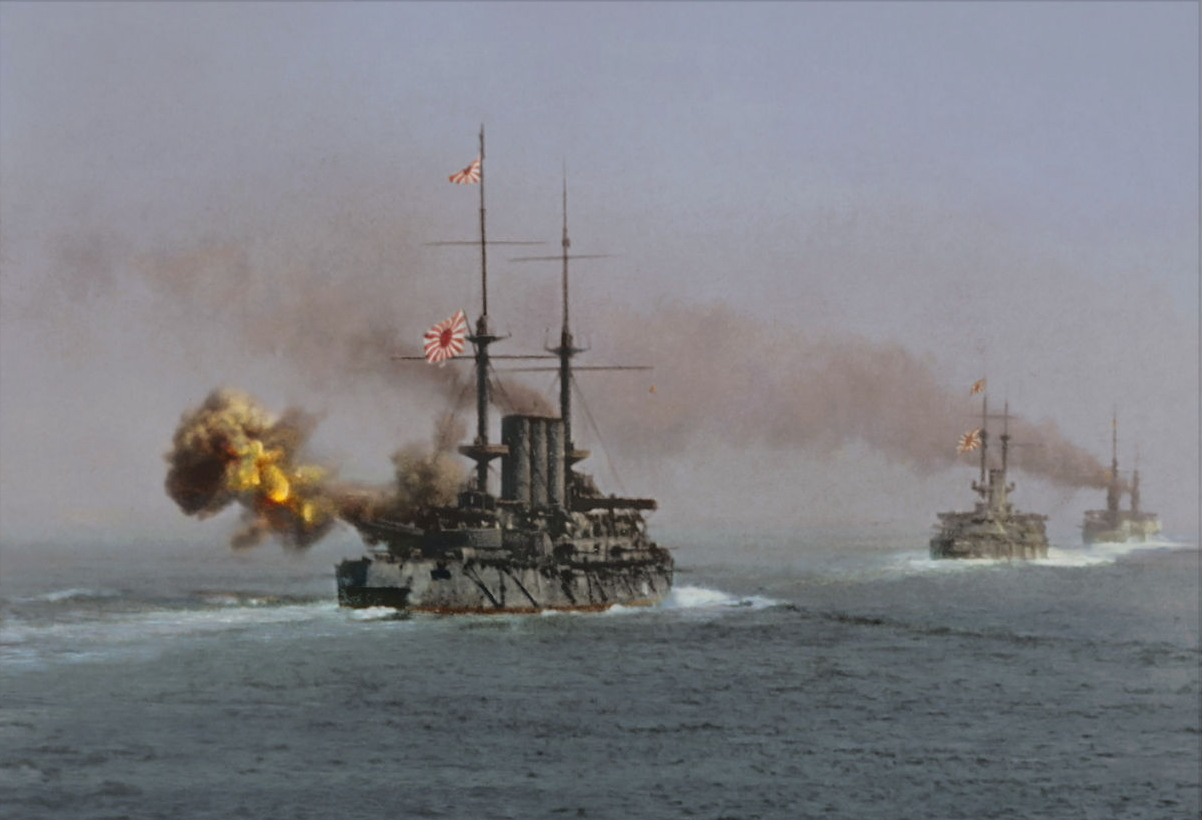
Japán pre-dreadnought csatahajók oszlopban a sárga-tengeri csatában, a kötelék végén a Sikisima csatahajó tüzel 4 db 305 mm-es nehézlövegével.

## A japán invázió
Ezalatt a Kuroki tábornok vezette 1. japán hadsereg átkelt Koreába, és ezt május 1-jén, a Jalu folyóig elfoglalta, majd ugyanitt az orosz erők felett diadalt aratott. Eközben a japánok a Liaotung-félszigeten partra tették a 2. és a 4. Hadsereget Oku, illetve Nozu tábornok vezetésével.
Az Oku tábornok vezette 2. japán hadsereg a Liaotung-félszigeten szállt partra[forrás?]  és az itt álló orosz haderőket Port Arthur erődjébe szorította. Bár ekkor az oroszok megkísérelték Port Arthur felmentését, Oku tábornok, akinek hadseregét most már a Dél-Mandzsúriában partraszállt és Nogi tábornok (1849–1912) vezette 3. japán hadsereg is megerősítette, Vafangkounál június 15-én az orosz felmentő sereget megverte. Ugyanez a sors érte a Korea ellen támadó Rennenkampf tábornok  orosz lovasságát is.
Május végén hajózott át és Takusanban szállt partra a Nozu tábornok vezette 4. japán hadsereg, ami után Nogi tábornok csapatai Port Arthur ellen fordultak, és ezt ostrom alá vették (ld. Port Arthur ostroma).

## A sikertelen orosz szárazföldi ellentámadás

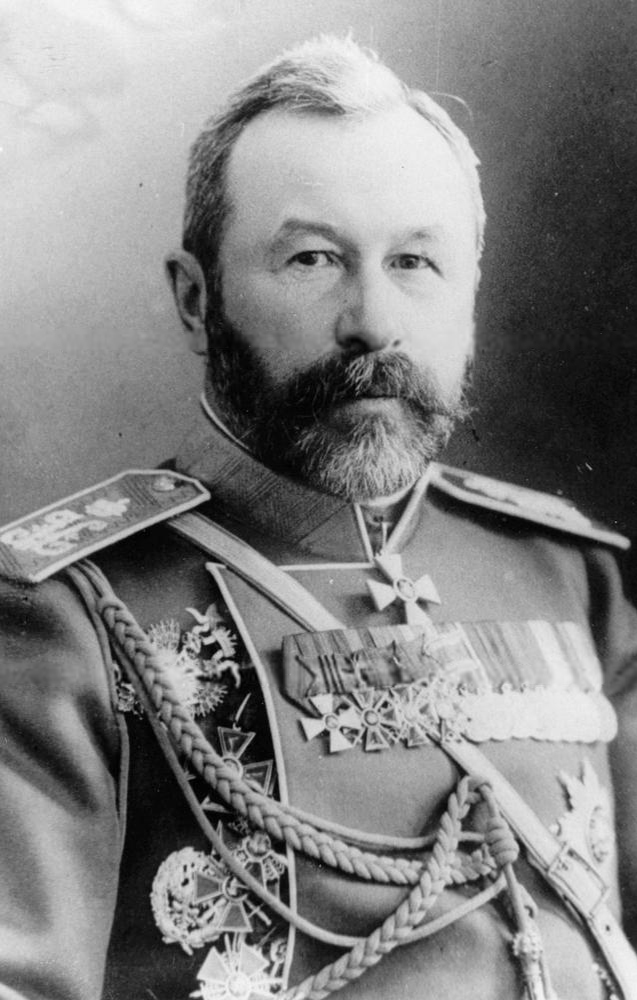
Alekszej Nyikolajevics Kuropatkin (1848-1925) tábornagy, orosz hadügyminiszter (1898-1904), majd a távol-keleti csapatok főparancsnoka, a mukdeni vereség fő felelőse.

A most már Mandzsúriában az 1., 2. és 4. japán hadseregből álló fősereg Ojama tábornagy irányításával Mukdennek vette irányát, ahol Kuropatkin  tábornok vezetésével az orosz főerők gyülekeztek, hogy rátámadjanak a japánokra.
Augusztus 30. – szeptember 3.: a liaujangi csata, amelyben az oroszok feladván állásaikat, észak felé elvonultak.
Négy heti hadműveleti szünet után és az oroszok támadása révén október 11-étől október 18-áig vívták a Saho folyó melléki csatát, amelyben ismét az oroszokat érte vereség.

## Port Arthur ostroma
Közben Nogi tábornok megerősített csapatai július végén hozzáfogtak Port Arthur ostromához. Igen véres csata közben az orosz flotta augusztus 10-én kitörést kísérelt meg a várból, de a Togo admirális vezette japán flottával szemben igen nagy vereség érte. Ugyanerre a sorsra jutott a Vlagyivosztokból kihajózott orosz flotta is. Port Arthur 1905. január 2-án kapitulált, mire Nogi ostromló és a japánból beérkező 5. hadsereg is Mandzsúriába, a főerőkhöz csatlakozott.

## A döntő mukdeni és csuzimai orosz vereség
A döntő nagy csata Mukdennél folyt le február 24. – március 10. között, ebben a Kuropatkin vezette orosz haderők még idejében kimenekültek a japán átkarolásból. A sorozatos vereségekért felelősségre vont Kuropatkin helyét Linyevics tábornok vette át azzal a szándékkal, hogy folytatja a küzdelmet.
Közben, 1904. október 15-én az orosz Admiralitás a Balti Flottát is Kelet-Ázsiába irányította Rozsesztvenszkij tengernagy parancsnoksága alatt, hogy mentse fel Port Arthurt az ostrom alól. A hajóhad részben a Szuezi-csatornán kelt át, ám a Dogger Bank-i incidens után kénytelen volt hosszabb úton, Afrika megkerülésével haladni. A flotta elért ugyan a Koreai-szorosba, de itt, Cusima szigetétől keletre, május 27. – 28. közt teljesen megsemmisült a Togo japán admirális vezette hajóhaddal való harcában (35 hadihajó és 10 000 ember pusztult el).
1905. júliusában japán csapatok foglalták el Szahalint.
Ez a nagy vereség eldöntötte a háború sorsát, és az Amerikai Egyesült Államok közvetítésére Portsmouthban megindult a tárgyalás, ami 1905. szeptember 5-én békéhez vezetett. Oroszország kivonult Mandzsúriából, lemondott Szahalin déli részéről és Port Arthurról, Korea pedig japán befolyás alá került.
Érdekesség, hogy a portsmouthi békét Montenegró magára nézve nem ratifikálta, így Montenegró és Japán között elvileg fennmaradt a hadiállapot. Ezt a helyzetet a két ország jogilag csak 2006-ban rendezte.

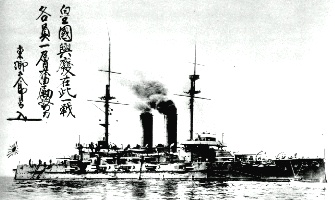
A brit építésű Mikasza japán pre-dreadnought csatahajó.

## A háború után

A portsmouthi békeszerződés résztvevői

A háborút követően Japán számára lehetővé vált Korea elfoglalása (1910), sőt az első világháborúba remek taktikai érzékkel bekapcsolódó ország a szövetségesek oldalán harcolva megszerezte a kínai és csendes-óceáni német érdekeltségeket is. Jóval többet profitált azonban az ország abból, hogy a világháború alatt a szövetségesek kínai piacait is megszerezte, és azokat a háború lezárását követően is sikerült megtartania. A kedvező körülmények következtében erőteljes gazdasági fellendülés indult meg, tovább erősítve a társadalom kettős szerkezetét. Egyrészt kialakult a nyugati nagyhatalmak mintájára egy ipari társadalom, annak minden jellemzőjével együtt, másrészt a falu világát majdnem érintetlenül hagyta a hatalmas fejlődés, így ott továbbra is élt a feudális társadalmi rendszer, a hagyományok és közösségi vezetők feltétlen tisztelete.
A háborús vereség, a megalázó békefeltételek Oroszországban általános elégedetlenséget váltott ki, ez – az amúgy is rossz gazdasági helyzet mellett – közvetlenül hozzájárult az 1905-ös orosz forradalom kirobbanásához. A háborúban elszenvedett vereség megállította az Orosz Birodalom ázsiai terjeszkedését, így az orosz külpolitika ismét Közép-Európa és a Balkán felé fordult, ütközésbe kerülve a Német Birodalom és szövetségeseivel.
Japán a későbbi évtizedekben is próbált nyugatnak, elsősorban Szibéria felé terjeszkedni, ám az erre adódó hódítási lehetőségek szűkültek az évek múlásával, ezért a japán terjeszkedés leginkább Kína, majd pedig a Csendes-óceán és Délkelet-Ázsia felé fordultak. Ez viszont már az első világháborút követően előre vetítette, hogy Japán előbb vagy utóbb háborúba keveredik Angliával vagy az Amerikai Egyesült Államokkal.